# Laser ossigeno-iodio
Il laser ossigeno-iodio, noto con l'acronimo COIL (Chemical Oxygen Iodine Laser), è un laser chimico, cioè un laser che sfrutta l'energia prodotta da una reazione chimica esotermica per ottenere la necessaria inversione di popolazione, anziché basarsi su un pompaggio ottico o elettrico come avviene nei laser tradizionali. Il COIL può funzionare in modo pulsato oppure continuo, con una potenza che può superare il megawatt. A differenza degli altri laser chimici, che si basano su transizioni tra stati vibrazionalmente eccitati, il COIL sfrutta transizioni tra stati elettronici atomici. La radiazione laser emessa nel vicino infrarosso a 1315 nm è infatti dovuta ad una transizione tra stati elettronici dello iodio atomico I:
I (2P1/2) (stato eccitato) → I (2P3/2) (stato fondamentale)
La lunghezza d'onda emessa, 1315 nm, è adatta all'uso sia in atmosfera che lungo fibre ottiche. Per le sue caratteristiche il COIL è considerato adatto per applicazioni sia militari che industriali, ma i costi risultano ancora elevati rispetto ad altri laser comuni come il laser a CO2 e il laser Nd:YAG.
Il primo COIL è stato descritto nel 1978. In seguito fu sviluppato dalla United States Air Force per scopi militari. È stato il principale armamento laser per i programmi Airborne Laser e Advanced Tactical Laser, che non sono mai diventati operativi.
Uno degli svantaggi del COIL è che il suo funzionamento richiede la presenza di reattivi chimici in due fasi (liquido/gas). Il laser a iodio in fase totalmente gassosa (AGIL = all gas-phase iodine laser) è un laser chimico che si basa anch'esso sull'emissione a 1315 nm dovuta allo iodio atomico, ma nel quale i reagenti utilizzati sono tutti allo stato gassoso, con vantaggi in termini di peso. Per questo motivo il laser AGIL è considerato più promettente del COIL per applicazioni aerospaziali.

## Principio di funzionamento
Lo schema di principio del funzionamento del COIL può essere illustrato nel modo seguente.
Per prima cosa bisogna produrre ossigeno singoletto, rappresentato con la notazione O2(1Δg), che è uno stato elettronico eccitato della molecola di ossigeno. L'ossigeno singoletto viene prodotto per via chimica, facendo reagire cloro gassoso con una soluzione basica di perossido di idrogeno:
Cl2 + H2O2 + 2KOH → O2(1Δg) + 2KCl + 2H2O
Questa reazione è fortemente esotermica. La maggior parte dell'energia si libera come calore, ma in parte serve a generare l'ossigeno singoletto. L'ossigeno singoletto ha proprietà peculiari. In particolare il decadimento di O2(1Δg) a riformare lo stato fondamentale dell'ossigeno O2(3Σg–) è "proibito" dalle regole di selezione, e di conseguenza il tempo di vita radiativo di O2(1Δg) è molto lungo, circa 45 minuti. L'ossigeno singoletto si forma nella fase liquida ma passa nella fase gassosa, che viene inviata nella cavità ottica, dove viene iniettato anche iodio molecolare I2. Qui avviene una serie molto complessa di reazioni il cui meccanismo non è stato ancora completamente chiarito. Semplificando, lo stato eccitato O2(1Δg) provoca la dissociazione delle molecole I2 generando iodio atomico allo stato fondamentale I (2P3/2):
O2(1Δg) + I2 → O2(3Σg–) + 2I (2P3/2)
Gli atomi di iodio allo stato fondamentale reagiscono con altre molecole di ossigeno singoletto in una reazione di trasferimento di energia, formando ossigeno allo stato fondamentale e atomi di iodio eccitati I (2P1/2):
O2(1Δg) + I (2P3/2) ⇄ O2(3Σg–) + I (2P1/2)
L'energia posseduta dallo stato eccitato O2(1Δg) è 7882 cm−1, mentre l'energia richiesta per promuovere l'atomo di iodio fondamentale a I (2P1/2) è 7603 cm−1. I due valori di energia sono molto vicini e quindi il trasferimento di energia avviene in condizioni di quasi risonanza ed è particolarmente veloce. L'emissione laser si origina infine nella cavità ottica da emissione stimolata di I (2P1/2):
I (2P1/2) + hν → I (2P3/2) + 2hν